# Belvosia chrysopyga
Belvosia chrysopyga là một loài ruồi trong họ Tachinidae.